# Tinodes consuetus
Tinodes consuetus là một loài Trichoptera trong họ Psychomyiidae. Chúng phân bố ở miền Tân bắc.